# Оберлен, Жереми-Жак
Жереми́-Жак Оберле́н (фр. Jérémie-Jacques Oberlin; 1 августа 1735, Страсбург — 10 октября 1806, там же) — германский (франкоговорящий) филолог, преподаватель, научный писатель и археолог из Эльзаса. Брат пастора-благотворителя Жана Фредерика Оберлена.
Получил среднее образование под руководством своего отца в гимназии в Страсбурге, затем поступил в университет в этом же городе, который окончил со степенью доктора философии в 1758 году, позже стажировался в богословии. В 1764 году был назначен помощником университетского библиотекаря, в 1770 году стал преемником отца на должности профессора в гимназии. В 1778 году по поручению магистратов Страсбурга отправился в археологическое путешествие на юг Франции. Вскоре после возвращения стал экстраординарным профессором философии в университете Страсбурга, а в 1782 году был назначен ординарным профессором логики и метафизики, одновременно став директором гимназии и каноником церкви св. Фомы (фр. Église Saint-Thomas de Strasbourg). Занимался подготовкой изданий текстов древних авторов.
Сочувствовал идеям Французской революции и в 1793 году был арестован; содержался в тюрьме в Меце, где содержался до 9 термидора, после чего получил свободу и вернулся к археологическим исследованиям и преподаванию. Затем был назначен библиотекарем школы Нижнего Рейна и впоследствии администратором этого департамента. Организовал перемещение в библиотеки книг из упразднённых монастырей, выступал с публичными лекциями. С 1772 года состоял членом-корреспондентом Академии надписей. Умер от инсульта.
Главные работы: «Miscellanea litteraria» (1770), «Orbis antiqui monumentis suis illustrati prodromus et primae lineae» (1772—1776), «De linguae latinae medii aevi mira barbarie» (1773), «Essai sur le patois lorrain» (1775), «Alsatia litterata» (1786), «Diplomatica» (1788), «Patois et moeurs de la campagne» (1798); «Essai d’annales de la vie de Guttenberg» (1801).